# Фудзивара-но Тэйка
Фудзивара Тэйка или Фудзивара-но Тэйка (яп. 藤原定家, известный также под именем Фудзивара Садаиэ; 1162—1241) — японский поэт, аристократ, составитель антологий. Сын Фудзивары Тосинари (Сюндзэй). Отец Фудзивары Тамэиэ. Наставник в поэтическом искусстве сёгуна Минамото-но Санэтомо.
В правление императора Го-Тобы Фудзивара-но Тэйка руководил составлением антологии «Синкокинвакасю» («Вновь созданное собрание японских песен»). Также он составил антологию «Хякунин иссю» («Сто стихотворений ста поэтов») в 1235 году.
Раннее творчество Тэйки, в частности, «тёмный» стиль его поэзии вызвали противоречивые отзывы современников, однако спустя недолгое время из его произведений родилось новое направление японской поэзии. «В зрелые годы Тэйка становится центральной фигурой литературной жизни Японии. В его теоретических сочинениях с классической полнотой изложены основы японского понимания сути поэтического слова, понимания прекрасного».
Благодаря копии Тэйки до наших дней дошёл дневник дочери Сугавара-но Такасуэ «Сарасина никки».
В старости принял монашество.

## Произведения
Жесточе тебя,
Жесточе этого мира
Судьба моя!
Она всё во мне переменила.
И только обида осталась

Аромат расцветающей сливы
Льют влажные от слёз рукава,
И, сквозь кровлю сочась,
Лунный свет так горит на них,
Словно спорит с благоуханьем!